# Antonio Somma
Antonio Somma (Udine, 29 agosto 1809 – Venezia, 10 agosto 1864) è stato un drammaturgo, librettista e poeta italiano.

## Biografia
Nato a Udine nel 1809, compì gli studi a Padova e divenne avvocato a Venezia. Fattosi conoscere anche per la sua attività di drammaturgo, passò poi a Trieste dove diresse il Teatro Grande dal 1840 al 1847. Al Friuli rimase comunque sempre legato, come testimonia il poema dai toni gotici La maschera del giovedì grasso, ambientata durante la rivolta del cosiddetto Crudele giovedì grasso.
Tornato a Venezia, fu tra i fondatori de La Favilla, giornale che venne alla luce il 31 luglio 1836 e fu un periodico irredentista; l'attività di patriota lo rese molto noto a Venezia, dove una gran folla partecipò a una manifestazione in suo onore un mese dopo la morte, avvenuta nel 1864. È noto soprattutto per essere l'autore del libretto dell'opera Un ballo in maschera di Giuseppe Verdi.
Le sue quattro tragedie hanno caratteri assai diversi tra loro: Parisina è psicologica e intima, Marco Bozzari è ispirata a una grande epopea nazionale, Cassandra rappresenta la «passione di tutto un popolo con andamento solenne e tristissimo». Quest'ultima fu forse il suo più grosso successo in campo teatrale, oltre al Ballo in maschera: pubblicata nel 1859 Cassandra fu dedicata ad Adelaide Ristori, e venne da questa interpretata con successo anche all'estero.

## Opere
- Parisina, tragedia in cinque atti (Antonelli, Venezia, 1835[6])
- La maschera del giovedì grasso, novella in versi sciolti (Pascatti, San Vito, 1840; II ed., con Cassandra, NeoClassica, Roma, 2016)
- Filippina de' Ranfi, frammento di poema in ottave (Marcenio, Trieste, 1842, in Strenna triestina per l'anno 1842[6])
- Marco Bozzari, tragedia in cinque atti (Marenigh, Trieste, 1847, edizione di lusso in 60 esemplari[7]) (Testo)
- Un ballo in maschera, libretto per l'opera di Giuseppe Verdi (Roma, 1859)
- Cassandra, tragedia in cinque atti (Cecchini, Venezia, 1859; scritta per Adelaide Ristori e rappresentata con successo a Parigi[7]) (Testo)
- La figlia dell'Apennino, tragedia in cinque atti (Libreria editrice, Milano; pubblicata postuma nel 1876, ma rappresentata a Milano, Padova e Venezia nella primavera del 1852[7])